# Junji Nishime
Junji Nishime (西銘順治, Nishime Junji) fou un polític japonés de les illes Yaeyama. Ha estat nomenat fill predilecte de Naha, Yonaguni i Chinen. Va exercir durant tres legislatures entre els anys 1978 i 1990 com a tercer governador democràtic d'Okinawa des de la reversió d'aquesta al Japó, membre de la Cambra de Representants del Japó durant quatre legislatures entre els anys 1970 a 1978 i 1993 a 1996, alcalde de Naha, capital prefectural, per dues legislatures entre els anys 1962 i 1968, president del Partit Liberal Democràtic d'Okinawa (PLDO) i membre durant una legislatura del Parlament de les Illes Ryūkyū. Va ser el primer governador de centre-dreta d'Okinawa després de la reversió al Japó i el que més temps ha estat al càrrec.
Va estar casat amb Setsuko Nishime i tingué tres fills, dos dels quals han estat polítics: Junshirō Nishime, primogènit i membre de la Cambra de Consellers del Japó entre els anys 2001 i 2007 i el tercer fill, Kōsaburō Nishime, membre de la Cambra de Representants i Ministre per a la Reconstrucció.

## Biografia
Junji Nishime va nàixer a la vila de Yonagumi, a les illes Yaeyama, el 5 de novembre de 1921. Va passar la seua infantesa a l'illa de Palau, quan aquesta es trobava sota domini japonés al Mandat del Pacífic Sud. Després de graduar-se a l'Escola Secundària d'Okinawa i a l'Escola Superior de Mito (Ibaraki), l'any 1948 es llicencià de la facultat de dret de la Universitat Imperial de Tòquio i començà a treballar per al Ministeri d'Afers Interns, però mig any després abandonà el treball. En tornar a Okinawa va col·laborar en la fundació de l'Okinawa Herald, més tard conegut com el Períodic Asahi d'Okinawa, sent president del primer.
L'any 1950 va participar en la creació del Partit Socialista d'Okinawa (PSO), sent candidat del partit a les eleccions al Parlament de les Ryūkyū de 1954 i resultant electe. Poc després, va deixar el partit amb l'aleshores Cap del Govern de les Illes Ryūkyū Shūhei Higa per a esdevindre Cap del Departament de Finances del govern l'any 1958 i del Departament de Planificació l'any 1961.
L'any 1962 es presentà a les eleccions a alcalde de Naha, la capital prefectural, pel Partit Liberal Democràtic d'Okinawa (PLDO) guanyant el càrrec. Va romandre al càrrec per dues legislatures o sis anys fins a l'any 1968. Després de deixar el càrrec, va abandonar el PLDO per discrepàncies amb la direcció respecte a la submissió d'aquesta amb les autoritats d'ocupació nord-americanes per a després tornar com a president del partit el mateix any. Alhora, es presentà a les eleccions a Cap del Govern de les Illes Ryūkyū defensant una posició ambigua sobre el retorn d'Okinawa al Japó i sent derrotat per Chōbyō Yara, candidat de les forces esquerranes i defensor del retorn immediat d'Okinawa al Japó. Quan l'any 2010 es feren públics uns documents contemporanis a les eleccions, es revel·là que els governs dels Estats Units d'Amèrica i el Japó van intentar fer que Nishime guanyara els comicis.
Amb Okinawa encara sota l'ocupació estatunidenca, l'any 1970 Nishime es presentà pel PLDO a unes eleccions exclusives d'Okinawa per a triar membres de les illes a la Dieta del Japó, sent elegit membre de la Cambra de Representants del Japó. L'any 1973, ja amb Okinawa integrada al Japó, Nishime fou nomenat subsecretari d'estat per al desenvolupament d'Okinawa a la segona remodelació del gabinet del Primer Ministre Kakuei Tanaka i l'any 1976 el Primer Ministre Takeo Miki el nomenà subsecretari d'estat de planificació econòmica.
Davant les eleccions a governador anticipades de 1978, Nishime es presentà als comicis amb el suport del Partit Liberal Democràtic (PLD) i el Partit Democràtic Socialista (PDS) sent elegit governador d'Okinawa en derrotar a Hideo Chibana, candidat esquerrà del bloc dels dos governadors precedents. La victòria de Nishime va suposar el primer govern de centre-dreta des de després de la guerra. Durant el seu mandat de tres legislatures i quasi 12 anys, va demanar la presència a la prefectura de les Forces d'Autodefensa del Japó (cosa que no havien fet els governs d'esquerres) i va focalitzar els esforços en les obres públiques.
Nishime es tornà a presentar a la reelecció a les eleccions de 1990 amb el suport del centre-dreta, però va perdre per un relativament estret marge de 30.000 vots contra el candidat d'esquerres Masahide Ōta, professor emèrit de la Universitat de les Ryūkyū i amb el suport del Partit Socialista del Japó, el Partit Comunista del Japó, el PSO i el Kōmeitō. Poc després, va presentar-se pel PLD a les eleccions generals de 1993, aconseguint ser el candidat més votat d'Okinawa en un context nacional desfavorable al PLD. Des de llavors fins a la seua renúncia, va ser president de la comissió parlamentària per a Okinawa i els Territoris del Nord.
El març de 1995 va patir un infart cerebral i es retirà de la política, no presentant-se a les eleccions generals de 1996 on hauria de renovar el seu escó a la Cambra de Representants. Junji Nishime va morir d'un infart agut de miocardi el 10 de novembre de 2001 a un hospital de Naha. Tenia huitanta anys.